# بطريركية اللاتين (القدس)
بطريركية اللاتين هي كنيسة اللاتين الكاثوليك اُنشئت عام 1863 داخل أسوار البلدة القديمة لمدينة القدس، في أقصى غرب حارة النصارى شمال قلعة القدس.